# Joëlle Aubron
Joëlle Aubron (Neuilly-sur-Seine, 28 de juny de 1959 - 15è districte de París, 1 de març de 2006) va ser una activista política i militant de l'organització armada Acció Directa, responsable de l'assassinat del general René Audran i de l'executiu en cap de Renault, Georges Besse.

## Biografia
Després d'acabar el batxillerat, va combinar feines temporals amb la participació en el moviment okupa a París, on va entrar en contacte amb militants d'extrema esquerra.
Va ser detinguda el 9 d'abril de 1982 junt amb Mohamed Hamami, i va ser condemnada a quatre anys de presó per ocultació i tinença d'armes. El 1982 es va casar amb Régis Schleicher, membre també d'Acció Directa, de qui més endavant es va divorciar. Després d'haver-se beneficiat d'una reducció de condemna arran del seu matrimoni, va ser alliberada el 24 de febrer de 1984. Es va encarregar de la direcció d'una llibreria anarquista i el 1985 va passar a la clandestinitat quan Acció Directa es va aliar amb la Fracció de l'Exèrcit Roig. Joëlle Aubron és considerada responsable directa amb Nathalie Ménigon dels assassinats de René Audran i Georges Besse, sense poder especificar els rols respectius.
Detinguda amb els companys de militància Jean-Marc Rouillan, Nathalie Ménigon i Georges Cipriani el 21 de febrer de 1987 en una granja a Vitry-aux-Loges, va ser condemnada el 1989 i el 1994 a cadena perpètua, amb un période de sûreté de divuit anys. Va ser confinada a la presó de Fleury-Mérogis i l'octubre de 1999 va ser traslladada amb Nathalie Ménigon a la presó de Bapaume.
Després de ser operada d'un tumor cerebral, va ser posada en llibertat el 16 de juny de 2004 i la seva condemna restà suspesa en virtut de la llei relativa als drets dels malalts. El 2005 va aparèixer al documental Ni vieux, ni traiteurs, de Pierre Carles i Georges Minangoy. L'any següent, va morir a l'edat de 46 anys.